# Netphener Omnibusgesellschaft

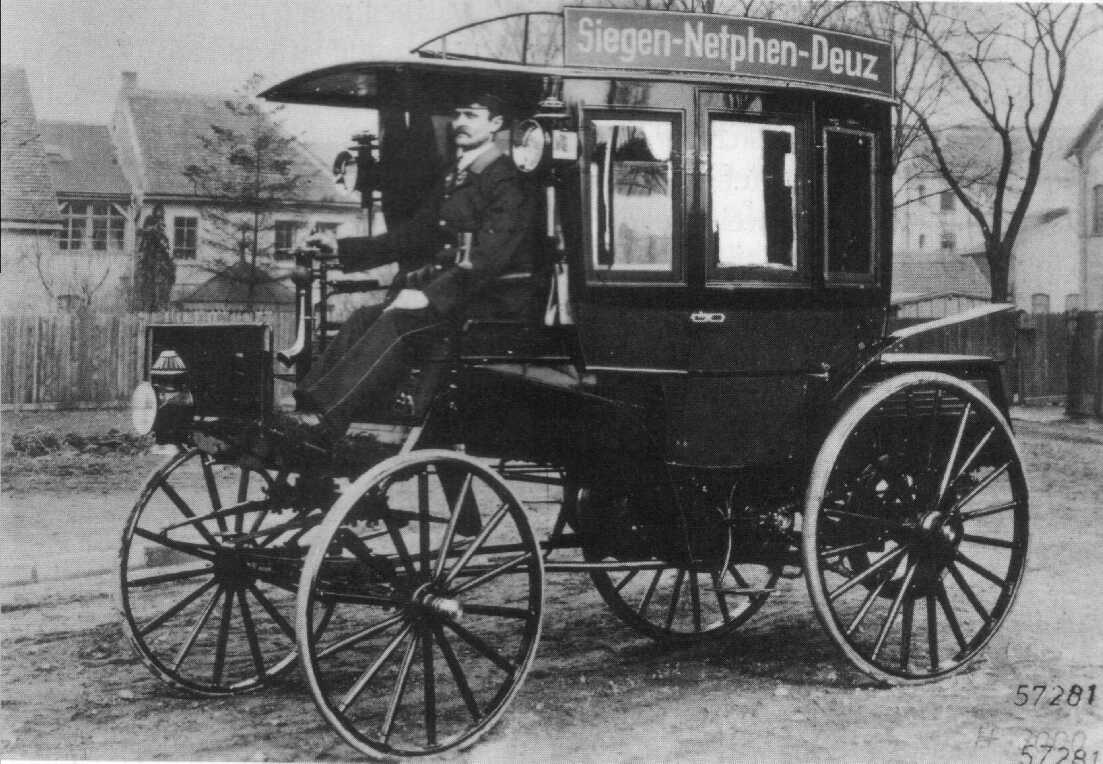
Erster Benzin-Omnibus der Welt, gefahren durch Karl Otto aus Nauholz.

Die Netphener Omnibusgesellschaft betrieb die erste Omnibuslinie der Welt mit einem benzinmotorbetriebenen Fahrzeug, nachdem zuvor bereits Dampfomnibusse verkehrt waren. Der Kraftwagen fuhr erstmals am 18. März 1895 von Siegen über Weidenau und Netphen in die damals noch selbstständige Gemeinde Deuz, welche heute zu Netphen gehört. 
Die Aktiengesellschaft, die nach heutigem Recht als GmbH laufen würde, ersetzte die Pferdeomnibusse, die bis dahin zwischen Siegen und Deuz verkehrten, durch einen Omnibus mit Benzinmotor. Zum Einsatz kam ein Fahrzeug des Unternehmens Benz von Carl Benz aus Mannheim, das für 5000 Goldmark erworben wurde. Der Wagen war 2,00 Meter breit und 3,50 Meter lang, mit verglasten Fenstern ausgestattet und verfügte schon über eine Heizung. Vorgesehen war die Beförderung von sechs Personen, Platz war für acht, und auf dem Führerstand konnten weitere zwei Personen Platz finden. So konnten mit dem Omnibus – abgesehen vom Fahrer – insgesamt zehn Personen befördert werden. Am Heck und auf dem Dach des Omnibusses befanden sich Stauräume für Gepäck. Der Betrieb fand zwischen 6:45 Uhr und 20:55 Uhr statt. Für die 15 Kilometer lange Strecke benötigte der Omnibus rund eine Stunde und 20 Minuten, woraus sich eine Durchschnittsgeschwindigkeit von circa 11 km/h ergibt. Die Beförderung kostete umgerechnet vier bis fünf Pfennig je Kilometer.
Die Fahrten gingen nicht reibungslos vonstatten. Im Streckenverlauf befanden sich zwei Steigungen, die sich als zu steil für den Motor des Busses herausstellten. So kam es des Öfteren vor, dass die Fahrgäste an diesen Stellen aussteigen mussten, um den Omnibus zu schieben. Auch waren die Begegnungen mit den dort verkehrenden Postkutschen problematisch. Von Augenzeugen wurde berichtet, dass der Kutscher Schwierigkeiten hatte, die Pferde auf dem Weg zu halten. Ein weiteres Problem stellten die verwendeten Vollgummireifen dar. Da diese immer wieder von der Felge absprangen und man dieses Problem nicht in den Griff bekam, griff man auf die bewährten Eisenreifen der Postkutschen zurück.
Am 1. Juli 1895 beschaffte die Gesellschaft einen zweiten Wagen, um Betriebsstörungen wirksam entgegentreten zu können. Bis zu diesem Zeitpunkt hatte man bereits 10.600 Personen befördert und 3100 Mark eingenommen. Am 20. Dezember 1895 mussten die Omnibusse ihren Betrieb einstellen, und die Pferdeomnibusse kamen wieder zum Einsatz. Diese verkehrten noch bis 1906 auf der Strecke. Anschließend nahm die Kleinbahn Weidenau–Deuz ihren Betrieb auf und sorgte für eine bessere und zuverlässigere Verbindung von und nach Deuz.
Ein Nachbau dieses Omnibusses befindet sich im Besitz der in Deuz ansässigen Firma Irle; er wird seit dem 8. November 2016 in Deuz vor dem alten Bahnhofsgebäude in einem extra errichteten Glaspavillon ausgestellt.